# ゴールデンスプーン
『ゴールデンスプーン』（原題：금수저）は2022年9月23日から2022年11月12日までMBCで放送されていた大韓民国のテレビドラマ。主演はBTOBのユク・ソンジェとイ・ジョンウォン。原作はNEVERウェブトゥーン漫画の『金のさじ』。

## 出演
※括弧内は日本語吹替。

### 主要人物
イ・スンチョン：ユク・ソンジェ（BTOB）（鈴木崚汰）
金のさじで人生の逆転を夢見る学生。お金以外は何もかも持っているのにもかかわらず、お金がないを理由でクラスメイトからいじめられている。
ファン・テヨン：イ・ジョンウォン（小林親弘）
裕福で何不自由のない生活をしたように見えるが父親の圧力の下で常に生きている高校生。チョルが描いているウェブ漫画を読んでいる。
ナ・ジュヒ：チョン・チェヨン（DIA）（杉山里穂）
財閥の娘。正義感溢れる正直な性格。テヨンと婚約しているが内心はスンチョンのことが好き。
オ・ヨジン：ヨンウ（元MOMOLAND）（松井暁波）
裕福な家で育ってきてルックスも成績も良いが性格が悪い女子高生。誰にも言えない秘密を持っている。

### スンチョンの家族
イ・チョル：チェ・デチョル
スンチョンの父親。貸本屋のマンガ作家でウェブマンガ作家として成功し家族を不自由なく暮らせるようにしたいと願っているが現実は簡単にはうまくいかない。
チン・ヨンへ：ハン・チェア（樋口あかり）
スンチョンの母親でチョルの妻。頭の良い息子スンチョンの夢を実現するために全力でサポートしている。
イ・スンア：スンユ
スンチョンの姉。ヘアショップでアシスタントとして働いている。

### テヨンの家族
ファン・ヒョンド：チェ・ウォニョン（田村真）
テヨンの父親。韓国を代表する財閥トシングループの会長。お金のためならなんでもできる人物。
ソ・ヨンシン：ソン・ヨウン（たなか久美）
テヨンの継母。お金のためだけにヒョンドと政略結婚した。
ソ・ジュンデ：チャン・リュル
ヨンシンの弟。社交クラブのリーダー。いつも礼儀が正しくルックスも良いので周りからの好感は高いが、実は中身は腹黒い。
チャン・ムンギ：ソン・ウヒョン
テヨンのボディーガード兼運転手。感情をあまり表に出さない。児童養護施設で育った。

### ジュヒの家族
ナ・サングク：ソン・ジョンハク
UBS TVの社長でジュヒの父親。親バカで娘のジュヒを溺愛している。
ナ・クムソク：パク・ジュヒョン
サングクの息子でジュヒの兄。お金のことしか考えていない。

### ヨジンの家族
オ社長：チャン・ヒョクジン
オ建設の社長でヨジンの父親。

### その他周辺人物
パク・ジャングン：キム・ガンミン（岩中睦樹）
財産2千億ウォン（日本円で約200億円）陸軍参謀総長の息子。スンチョンをいじめる悪趣味がある。
パク・ジェドン：チェ・ドクヒ
イ・ドンギョン：キム・ウンス
パク・ジンソク：シン・ジュヒョプ（木内嶺男）
大統領：チャン・ヒョクジン
金のさじおばあさん：ソン・オクスク（浅野まゆみ）

### カメオ出演
- キム・ギドゥ
- ナ・イヌ[13]

## 制作

### キャスティング
2021年11月30日に主演のユク・ソンジェが出演することが決定した。同年にはチョン・チェヨンとヨンウも出演することが決定した。
2022年2月10日にはユク・ソンジェとともに主人公にキャスティングされたことが発表された。
メインキャスト、編成などは2022年2月17日に全て確定された。主人公たち4人の家族役は同年2月22日に合流することが確認された。

### 撮影
2022年8月11日に公式台本読み合わせの写真、動画が公開された。
2022年9月12日にチョン・チェヨンの所属事務所が「10日深夜に金のさじ撮影中に階段から転落し病院で検査を受けた結果鎖骨骨折の診断を受け13日に手術を行う予定」だと明かした。

### 配信
日本では「Disney＋」にて毎週金土に配信されることが決定した。

## 視聴率
| Ep.    | 放送日         | 平均視聴率 | 平均視聴率 | 参考          |
| Ep.    | 放送日         | 全国       | ソウル     | 参考          |
| ------ | -------------- | ---------- | ---------- | ------------- |
| 第1話  | 2022年9月23日  | 5.4%       | 5.1%       | [ 23 ] [ 24 ] |
| 第2話  | 2022年9月24日  | 7.4％      | 6.9％      | [ 25 ] [ 26 ] |
| 第3話  | 2022年9月30日  | 5.5％      | 5.4％      | [ 27 ]        |
| 第4話  | 2022年10月1日  | 5.1％      | 4.5％      | [ 28 ]        |
| 第5話  | 2022年10月7日  | 5.9％      | 6.0％      | [ 29 ]        |
| 第6話  | 2022年10月8日  | 5.3％      | 5.3％      | [ 30 ]        |
| 第7話  | 2022年10月14日 | 6.1％      | 6.1％      | [ 31 ]        |
| 第8話  | 2022年10月15日 | 4.2％      | 4.6％      | [ 32 ]        |
| 第9話  | 2022年10月21日 | 5.9％      | 7.8％      | [ 33 ]        |
| 第10話 | 2022年10月22日 | 4.6％      | 5.6％      | [ 34 ]        |
| 第11話 | 2022年10月28日 | 6.0％      | 7.8％      | [ 35 ]        |
| 第12話 | 2022年10月29日 | 3.6％      | 4.7％      | [ 36 ]        |
| 第13話 | 2022年11月4日  | 4.6％      | 5.5％      |               |
| 第14話 | 2022年11月5日  | 3.9％      | 5.1％      | [ 37 ]        |
| 第15話 | 2022年11月11日 | 5.2%       | 5.2%       | [ 38 ]        |
| 第16話 | 2022年11月12日 | 6.0%       | 6.0%       | [ 39 ]        |

## 賞とノミネート
| 年   | 授賞式      | 賞                           | 受賞者             | 結果       | 参考   |
| ---- | ----------- | ---------------------------- | ------------------ | ---------- | ------ |
| 2022 | MBC演技大賞 | 今年のドラマ賞               | ゴールデンスプーン | ノミネート |        |
| 2022 | MBC演技大賞 | ミニシリーズ部門最優秀演技賞 | ユク・ソンジェ     | 受賞       | [ 40 ] |
| 2022 | MBC演技大賞 | ミニシリーズ部門優秀女優賞   | チョン・チェヨン   | ノミネート |        |
| 2022 | MBC演技大賞 | 助演男優賞                   | チェ・デチョル     | ノミネート |        |
| 2022 | MBC演技大賞 | 助演女優賞                   | ハン・チェア       | ノミネート |        |
| 2022 | MBC演技大賞 | ベストキャラクター賞         | チェ・ウォニョン   | 受賞       |        |
| 2022 | MBC演技大賞 | 新人俳優賞                   | イ・ジョンウォン   | 受賞       | [ 41 ] |
| 2022 | MBC演技大賞 | 新人女優賞                   | ヨンウ             | 受賞       | [ 42 ] |
| 2022 | MBC演技大賞 | ベストカップル賞             | ユク・ソンジェ     | ノミネート | [ 43 ] |
| 2022 | MBC演技大賞 | ベストカップル賞             | チョン・チェヨン   | ノミネート |        |

## 同時間帯ドラマ
- SBS金土ドラマ『わずか1000ウォンの弁護士』
- tvN金土ドラマ『ブラインド』
- JTBC土日ドラマ『The Empire：法の帝国』
- tvN土日ドラマ『シスターズ』
- tvN土日ドラマ『シュルプ』